# Guns N' Roses diskografi

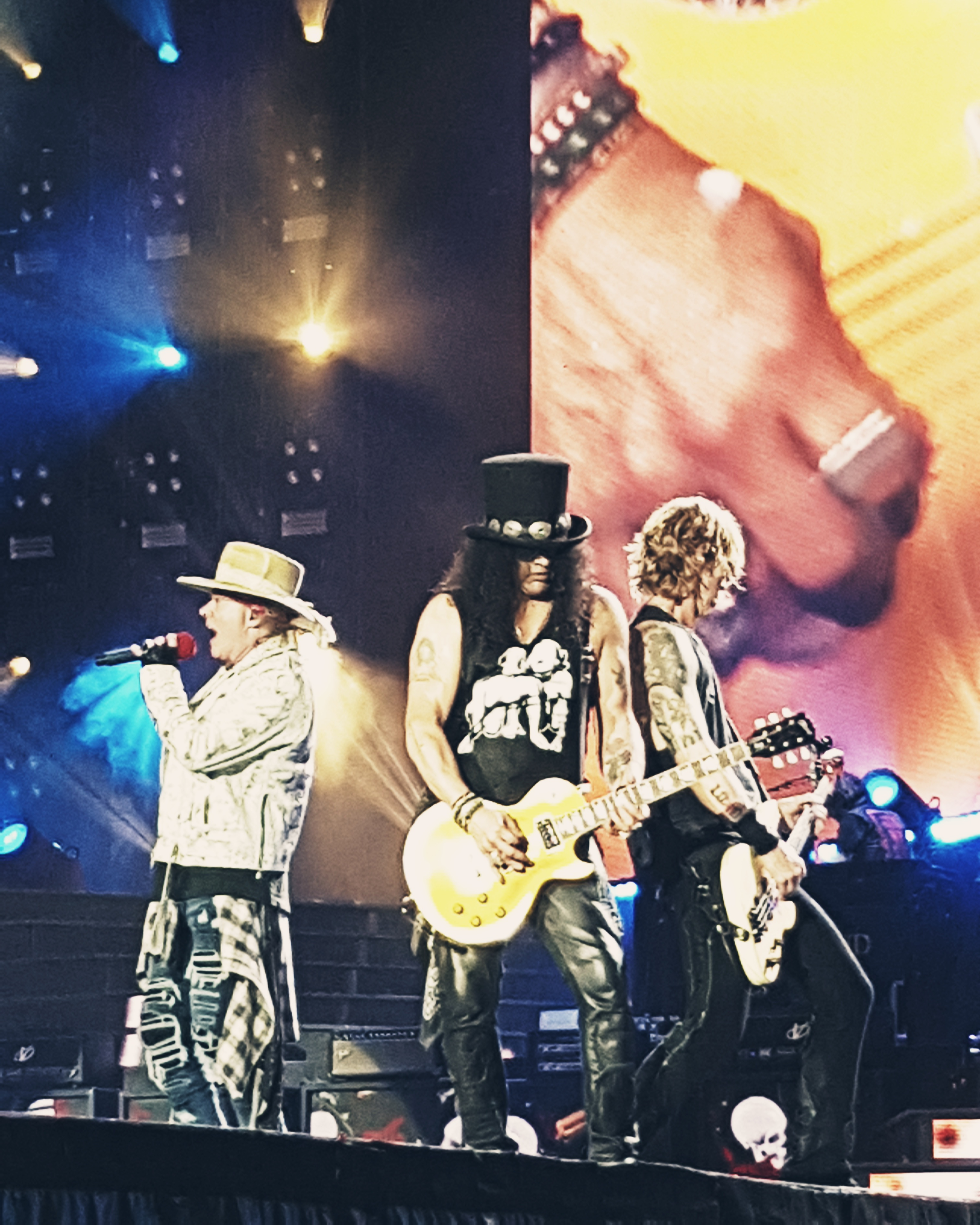

Guns N' Roses diskografi omfattar bland annat sex (sju) studioalbum.

## Studioalbum
- Appetite for Destruction (1987)
- G N' R Lies (1988)
- Use Your Illusion I (1991)
- Use Your Illusion II (1991)
- The Spaghetti Incident? (1993)
- Chinese Democracy (2008)

## Livealbum
- Live Era '87-'93 (1999)

## Samlingsalbum
- Use Your Illusion (1998)
- Greatest Hits (2004)

## EP-skivor
- Live ?!*@ Like a Suicide (1986)

## Videor
- Use Your Illusion I (dvd)
- Use Your Illusion II (dvd)
- Welcome to the Videos